# Teucholabis solivaga
Teucholabis solivaga är en tvåvingeart som beskrevs av Alexander 1952. Teucholabis solivaga ingår i släktet Teucholabis och familjen småharkrankar.
Artens utbredningsområde är Myanmar. Inga underarter finns listade i Catalogue of Life.